# Springfield (Dane County, Wisconsin)
Die Town of Springfield ist eine von 34 Towns im Dane County im US-amerikanischen Bundesstaat Wisconsin. Im Jahr 2010 hatte die Town of Springfield 2734 Einwohner.
Town hat in Wisconsin eine grundlegend andere Bedeutung als im übrigen englischsprachigen Bereich. Vielmehr entspricht sie den in den anderen US-Bundesstaaten üblichen Townships, die nach dem County die nächstkleinere Verwaltungseinheit bilden.
Das Gebiet der Town of Springfield ist Bestandteil der Metropolregion Madison.

## Geografie
Die Town of Springfield liegt im Süden Wisconsins, im nordwestlichen Vorortbereich der Hauptstadt Madison. Der am Mississippi gelegene Schnittpunkt der drei Bundesstaaten Wisconsin, Iowa und Minnesota liegt rund 171 km westnordwestlich; nach Illinois sind es rund 85 km in südlicher Richtung.
Die Koordinaten des geografischen Zentrums der Town of Springfield sind 43°09′43″ nördlicher Breite und 89°32′41″ westlicher Länge. Sie erstreckt sich über eine Fläche von 94,2 km².
Die Town of Springfield liegt im nordwestlichen Zentrum des Dane County und grenzt an folgende Nachbartowns und selbständige Gemeinden:
| Town of Roxbury      | Town of Dane                                | Town of Vienna                    |
| Town of Berry        | Kompassrose, die auf Nachbargemeinden zeigt | City of Waunakee Town of Westport |
| Town of Cross Plains | Town of Middleton                           | City of Middleton                 |

## Verkehr
Der U.S. Highway 12 verläuft in Nord-Süd-Richtung durch die Town of Springfield. Im Norden der Town kreuzt er den Wisconsin State Highway 19. Daneben verlaufen noch die County Highways K und P durch das Gebiet der Town. Alle weiteren Straßen sind untergeordnete Landstraßen oder teils unbefestigte Fahrwege.
Der nächste Flughafen ist der Dane County Regional Airport in Madison (15 km östlich).

## Bevölkerung
Nach der Volkszählung im Jahr 2010 lebten in der Town of Springfield 2734 Menschen in 1014 Haushalten. Die Bevölkerungsdichte betrug 29 Einwohner pro Quadratkilometer. In den 1014 Haushalten lebten statistisch je 2,7 Personen.
Ethnisch betrachtet setzte sich die Bevölkerung zusammen aus 95,9 Prozent Weißen, 0,4 Prozent Afroamerikanern, 0,2 Prozent amerikanischen Ureinwohnern, 1,2 Prozent Asiaten sowie 1,4 Prozent aus anderen ethnischen Gruppen; 0,9 Prozent stammten von zwei oder mehr Ethnien ab. Unabhängig von der ethnischen Zugehörigkeit waren 3,4 Prozent der Bevölkerung spanischer oder lateinamerikanischer Abstammung.
24,7 Prozent der Bevölkerung waren unter 18 Jahre alt, 64,2 Prozent waren zwischen 18 und 64 und 11,1 Prozent waren 65 Jahre oder älter. 47,5 Prozent der Bevölkerung war weiblich.
Das mittlere jährliche Einkommen eines Haushalts lag bei 97.619 USD. Das Pro-Kopf-Einkommen betrug 47.381 USD. 2,3 Prozent der Einwohner lebten unterhalb der Armutsgrenze.

## Ortschaften in der Town of Springfield
Neben Streubesiedlung existieren in der Town of Springfield folgende gemeindefreie Siedlungen:
| - Ashton - Ashton Corners - Kingsley Corners | - Martinsville - Springfield Corners |